# Lepidodactylus tepukapili
Lepidodactylus tepukapili là một loài thằn lằn trong họ Gekkonidae. Loài này được Zug, Watling, Alefaio, Alefaio & Ludescher mô tả khoa học đầu tiên năm 2003.